# 大舎人寮
大舎人寮（おおとねりりょう）は、律令制において中務省に属する機関の一つである。律令制初期においては左右の大舎人寮が設定されていたが、大同3年（808年）に左大舎人寮と右大舎人寮が統合されて、大舎人寮となった。

## 職掌
大舎人寮は大舎人を名簿によって管理することが職掌であった。大舎人は内舎人（うどねり）と対になっており､天皇に供奉して宿直（）や様々な雑用をこなした。そのため､繁雑な官司に出向することも多かった。官吏の養成段階としてよく機能していた。平安時代にはときどき大舎人のうち何人かが内豎になったり、またその逆もあった。
延暦14年（795年）6月14日の式部省符によると、蔭子孫を大舎人に補し、位子からは端正で書算堪能な者をとり、雑色や畿外者をあてないと号したが、大同元年12月（807年1月）、蔭子孫以外は大舎人に補さないことになった。大舎人の人数はその後、半減され、同2年（807年）9月、令制にもどされたが、翌3年（808年）8月に左寮が右寮に合併され、弘仁11年4月の太政官符により、大舎人800人を半分の400人にしている。

## 職員
- 頭（従五位上相当）一名
- 助（正六位下相当）一名
- 大允（正七位下相当）一名　少允（従七位下相当）一名
- 大属（従八位上相当）一名　少属（従八位下相当）一名
- 大舎人

- 史生　新設
- 寮掌　新設

- 使部
- 直丁